# Hot Wheels 35-ös Sztráda Világverseny
A Hot Wheels 35-ös Sztráda Világverseny (eredeti cím: Hot Wheels Highway 35 World Race) 2003-ban bemutatott amerikai számítógépes animációs film, ami a Hot Wheels Entertainment és a Mainframe Entertainment gyártásában készült. Amerikában 2003-ban jelent meg, mind DVD, mind VHS formátumban, valamint a Cartoon Network csatornán mutatták be egy 5 részes rajzfilmsorozat formájában.

## Ismertető
Miután megszerezte vezetői engedélyét, Vert Wheeler felfedezi a Deora II Hot Wheels autót. Az autó monitorján megjelenik egy titokzatos ember, Dr. Peter Tezla, aki meginvitálja őt a Világverseny nevű versenyre, számos pilótával egyetemben. Egy titkos helyre a kaliforniai sivatagban haladva a pilóták tájékoztatást kapnak a "35-ös Sztráda" elnevezésű, interdimenziós versenypályáról, amelyet az Acceleron nevű földönkívüli lények hoztak létre.

## Epizódok
A filmet televízióban egy 5 részes rajzfilmsorozat formájában is bemutatták az amerikai Cartoon Network csatornán.
| Epizód | Cím                    | Bemutató           |
| ------ | ---------------------- | ------------------ |
| 1.     | Ring of Fire           | 2003. július 12.   |
| 2.     | The Greatest Challenge | 2003. július 19.   |
| 3.     | Desert Heat            | 2003. július 26.   |
| 4.     | Frozen Fire            | 2003. augusztus 2. |
| 5.     | Wheel of Power         | 2003. augusztus 2. |

## Szereplők
- Dr. Peter Tezla – Michael Donovan
- Gig – Kasper Michaels
- Vert Wheeler – Andrew Francis
- Kurt Wylde / Zed-36 – Brian Drummond
- Banjee Castillo – Michael Benyaer
- Brian Kadeem – Cusse Mankuma
- Taro Kitano – Kevan Ohtsji
- Lani Tam – Venus Terzo
- Alec Wood – Doron Bell Jr.
- Markie Wylde – Will Sanderson
- Dan Dresden – Scott McNeil
- Esmeralda Sanchez
- Skeet – Kaj-Erik Eriksen
- Chuvo – Kirby Morrow
- Rekkas – Scott McNeil
- Toño
- Gelorum – Kathleen Barr
- Major Wheeler – John Payne
- Hasis – Blu Mankuma